# 藤原真数
藤原 真数（ふじわら の まかず、生没年不詳）は、平安時代初期から前期にかけての貴族。藤原北家、肥前守・藤原福当麻呂の子。官位は従五位上・刑部大輔。

## 経歴
文徳朝初頭の嘉祥4年（851年）従五位下・筑前守に叙任される。
その後散位となるが、清和朝初頭の貞観2年（860年）正月に大宰少弐に任ぜられるが、11月に従五位上に叙せられて肥後守に転じ、再び九州地方の地方官を務めた。貞観12年（870年）刑部大輔として京官に復している。

## 官歴
『六国史』による。
- 時期不詳：正六位上
- 嘉祥4年（851年） 正月11日：従五位下、筑前守
- 貞観2年（860年） 正月16日：大宰少弐。11月16日：従五位上。11月27日：肥後守
- 貞観12年（870年） 2月14日：刑部大輔

## 系譜
『尊卑分脈』による。
- 父：藤原福当麻呂
- 母：不詳
- 妻：不詳
  - 男子：藤原茂生